# В стране литературных героев

Иллюстрация «Почтовый дилижанс в стране литературных героев» из книги «На волне знаменитых капитанов»

«В стране литературных героев» — популярная советская (Всесоюзное радио) и российская (Детское радио) радиопередача для школьников средних и старших классов.
Каждая передача — это маленький спектакль, в котором его герои беседуют, спорят с персонажами и авторами книг, в увлекательной форме рассказывают о творчестве писателей, об истории создания произведений.

## История
Цикл передач звучал в эфире Всесоюзного радио с 1970 по 1989 годы. Авторами «В стране литературных героев» были Станислав Рассадин и Бенедикт Сарнов, редактором — Мириам Ашкинезер.
Главными действующими лицами детских литературоведческих радиопередач были школьник Гена и профессор Архип Архипович, который открывает путь в неожиданную страну, «страну» литературных произведений, художественной литературы и оживших художественных персонажей. Роли ведущих исполняли актёры Татьяна Курьянова и Борис Иванов, вступительная песня звучала в исполнении Валентина Никулина.
Для разбора писем слушателей выходило приложение к передаче под названием «Почтовый дилижанс в стране литературных героев», где основными действующими лицами и рассказчиками выступали персонажи Артура Конан Дойля — Шерлок Холмс с доктором Уотсоном и Чарльза Диккенса — Сэм Уэллер. В качестве музыкальной заставки передачи использовался фрагмент песни «Почтовый дилижанс» Юрия Никольского и Сергея Богомазова.
В передачах звучали голоса известных артистов — Николая Литвинова, Татьяны Пельтцер, Зиновия Гердта, Ростислава Плятта, Евгения Евстигнеева, Анатолия Папанова, Евгения Весника, Олега Табакова, Юрия Богатырёва, Валентины Сперантовой, Василия Ланового, Валентина Гафта, Льва Дурова, Юрия Волынцева, Всеволода Ларионова и других.
Впоследствии сценарии радиопередачи были изданы отдельными книгами.
После прекращения сотрудничества Бенедикта Сарнова со Станиславом Рассадиным — Сарнов самостоятельно готовил передачу «Почтовый дилижанс в стране литературных героев».
В версии 2010-х годов на Детском радио героями радиопередачи являются школьница Соня, школьный библиотекарь Василий Андреевич и живущий в библиотеке говорящий попугай Флинт.

## Песни передачи
| Не наяву и не во сне Без страха и без робости Мы снова бродим по стране, Которой нет на глобусе. На карту не нанесена, Но знаем вы и я, Что есть она, что есть страна Литературия. Мы здесь бывали много раз И время зря не тратили. Герои книг встречают нас Как старые приятели. И Гулливер, и Дон Кихот Нас примут, как друзья. Итак, вперёд — нас снова ждёт Литературия. Что вам заданье по плечу, Уверен я заранее. Ну а пока сказать хочу — До скорого свидания. Надеюсь вас не раз увлечь Я в странствия свои. До новых встреч, до новых встреч В Литературии. | Зачем колёса вертятся? Зачем поёт рожок? Затем, что время встретиться Опять пришло, дружок. Нельзя нам быть неточными, Поскольку каждый раз Нагружен свежей почтою Наш старый Дилижанс. Стать нашим другом истинным Не так уж и хитро: Вы только шлите письма нам, Беритесь за перо! Успеть к нам на свидание У каждого есть шанс. Придёт без опоздания Почтовый Дилижанс. |